# Geometria analityczna

Dwuwymiarowy układ współrzędnych kartezjańskich – historycznie pierwszy przykład układu współrzędnych; zaznaczono również ćwiartki układu

Trójwymiarowe współrzędne sferyczne z zaznaczonymi również osiami kartezjańskimi i siatką

Geometria analityczna – dział geometrii stosujący metody algebraiczne. Złożone rozważania geometryczne zostają w geometrii analitycznej sprowadzone do rozwiązywania układów równań, które opisują badane figury. Przedmiotem badań geometrii analitycznej jest zasadniczo przestrzeń euklidesowa i własności jej podzbiorów, choć wiele wyników można uogólnić na dowolne, skończenie wymiarowe przestrzenie liniowe.

## Historia
Pierwsze wyniki w tej dziedzinie pochodzą z wieku XVII i związane są z nazwiskami Fermata, Pascala oraz Kartezjusza, którzy jako pierwsi punktom na płaszczyźnie przypisali pary liczb nazywane ich współrzędnymi, a pewne zależności między współrzędnymi w danym układzie współrzędnych utożsamili z krzywymi na płaszczyźnie. Na przykład równanie {\displaystyle y=kx,} przedstawia prostą, a równanie {\displaystyle xy=k} dla k ≠ 0 – hiperbolę.
Za umowną datę powstania geometrii analitycznej przyjmuje się rok 1637, gdy ukazała się książka Geometrie Kartezjusza, w której wprowadził kartezjański układ współrzędnych. Obecną postać geometrii analitycznej nadał Leonhard Euler w klasycznym dziele Introductio in analysin infinitorum, choć sama nazwa pojawiła się dopiero na początku wieku XIX.
Geometria analityczna dała podstawy do rozwoju geometrii różniczkowej i algebraicznej.